# Université d'ingénierie et de technologie du Bangladesh
 (juin 2020).
L’université d'ingénierie et de technologie du Bangladesh (en bengali : বাংলাদেশ প্রকৌশল বিশ্ববিদ্যালয়়, Bānlādēśa prakauśala biśbabidyālaẏa /baŋladeʃ prokowʃɔl biʃʃobiddalɔe̯/) est une université située à Dacca, au Bangladesh.

## Etudiants
- Fazle Hussain professeur en ingénierie physique
- Saida Muna Tasneem, diplomate bangladaise.